# 対馬市立厳原北小学校
対馬市立厳原北小学校（つしましりつ いづはらきたしょうがっこう, Tsushima City Izuhara Kita Elementary School）は長崎県対馬市厳原町小浦にある公立小学校。

## 概要
歴史
1874年（明治7年）に開校した「第五大学区第四中学区小浦小学校」を前身とする。厳原小学校の分教場・分校を経て、1982年（昭和57年）に分離・独立。2009年（平成21年）に創立135周年、2012年（平成24年）に独立30周年を迎えた。

校区
住所表記で対馬市厳原町の後に「曲、小浦、南室」が続く地域。中学校区は対馬市立厳原中学校。

## 沿革
- 1874年（明治7年）6月1日 - 「第五大学区第四中学区小浦小学校」が開校。
- 1884年（明治17年）頃 - 「公立鶏知小学校小浦分校」に改称。その後、「小浦尋常小学校」として独立。
- 1908年（明治41年）4月1日 - 小浦地区が鶏知村から厳原町に編入される。
- 1915年（大正4年）4月13日 - 統合により「厳原尋常高等小学校小浦分教場」に改称。
  - 分教場では尋常科4年生までを収容し、尋常科5年生以上は厳原尋常高等小学校本校へ通学。
- 1916年（大正5年）4月 - 分教場では尋常科2年生までを収容し、尋常科3年生以上は厳原尋常高等小学校本校へ通学。
- 1917年（大正6年）9月1日 - 厳原尋常高等小学校より分離し、「小浦尋常小学校」（再）として独立。
- 1920年（大正9年）7月20日 - 統合[3]により「厳原第二尋常高等小学校小浦分教場」に改称。
- 1925年（大正14年）4月1日 - 統合[4]により、「厳原尋常高等小学校小浦分教場」（再）となる。
- 1941年（昭和16年）4月1日 - 国民学校令により、「厳原国民学校小浦分教場」に改称。
- 1943年（昭和18年）4月 - 小浦分教場が廃止の上、厳原国民学校に統合される。
- 1947年（昭和22年）4月1日 - 学制改革（六・三制の実施）により、旧・国民学校の初等科が「厳原町立厳原小学校」、高等科が厳原町立厳原中学校となる。
- 1949年（昭和24年）4月1日 - 「厳原町立厳原小学校小浦分校」が設置される。（6年ぶりの復活）1・2年生を収容。
- 1982年（昭和57年）4月1日 - 厳原町立厳原小学校から分離し、「厳原町立北小学校」として独立。
- 2004年（平成16年）3月1日 - 市町村合併に伴い、「対馬市立厳原北小学校」（現校名）に改称。

## アクセス
最寄りの港
- 「厳原港」 - 九州郵船が壱岐市郷ノ浦港・芦辺漁港、福岡市博多港との間にフェリー・ジェットフォイルを運航している。

最寄りのバス停
- 対馬交通 「小浦」バス停

最寄りの国道・県道
- 国道382号

## 周辺
- 厳原小浦簡易郵便局